# Galka Scheyer

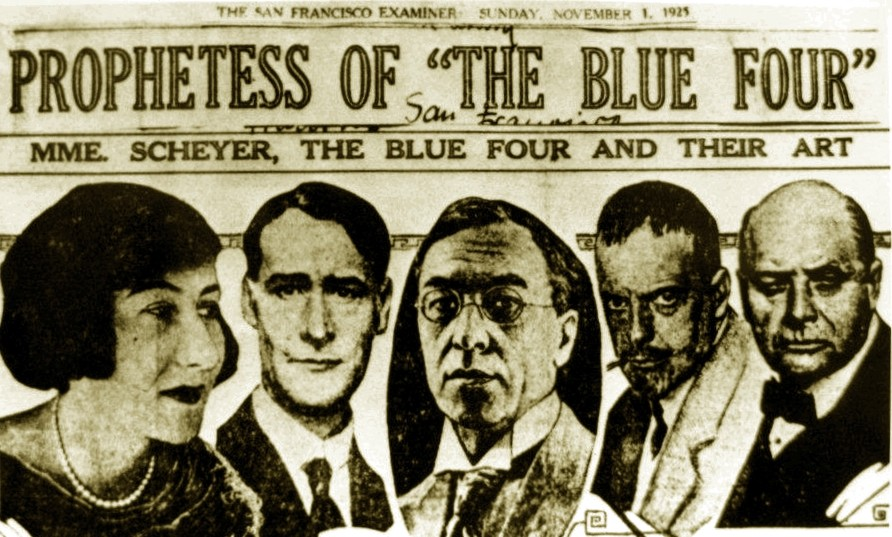
Galka Scheyer con Lyonel Feininger, Wassily Kandinsky, Paul Klee y Alexej von Jawlensky. Collage en una página del periódico " San Francisco Examiner " del 1 de noviembre de 1925

Galka Scheyer (nacida Emilie Esther Scheyer; Brunswick, Alemania, 15 de abril de 1889-Los Ángeles, Estados Unidos, 13 de diciembre de 1945) fue una pintora, marchante de arte, coleccionista de arte y profesora germano-estadounidense. Fue la fundadora de los "Die Blaue Vier", los Cuatro Azules, un grupo de artistas formado por Lyonel Feininger, Wassily Kandinsky, Paul Klee y Alexej von Jawlensky.

## Temprana edad y educación
Nacida en 1889 en Brunswick/Braunschweig, Alemania, en el seno de una familia judía de clase media, Galka Emmy Scheyer estudió arte e inglés en Londres, tomó lecciones de pintura del artista de Brunswick Gustav Lehmann, viajó a Italia con él y pasó un par de años en París en la École des Beaux-Arts. En 1916, trabajó como pintora en Bruselas.

## LosCuatro Azulesy California
El compromiso de Scheyer con "Die Blaue Vier" (los Cuatro Azules) comenzó en 1915, cuando vio por primera vez la obra del artista ruso Jawlensky en Lausana, Suiza. Organizó su participación en una exposición colectiva en el "Nassauischer Kunstverein" de Wiesbaden, en 1921. Ese mismo año, en un viaje a la Bauhaus en Weimar, Alemania, Jawlensky le presentó a Feininger, Kandinsky y Klee, que eran instructores en la escuela de arte de la avant-garde.
A partir de 1924 Scheyer representó a los Cuatro Azules en los Estados Unidos, organizando la primera exposición americana de su obra en la Charles Daniel Gallery de Nueva York en 1925. Al año siguiente, viajó a la costa oeste y comenzó a organizar exposiciones del trabajo de los Cuatro Azules o Blue Four y a dar conferencias sobre su trabajo en varias ciudades importantes. Scheyer se instaló inicialmente en el Área de la Bahía. En 1926 fue nombrada representante europea de la Galería de Arte de Oakland, un puesto no remunerado. También enseñó arte en Anna Head School en Berkeley en la década de 1920. Un evento de los Blue Four que ella copatrocinó en Los Ángeles con el director de cine Josef von Sternberg atrajo a los coleccionistas modernistas Walter y Louise Arensberg, cuyas propiedades mejoraron gracias a Scheyer con obras de Paul Klee.
En 1930 decidió mudarse a Los Ángeles, basándose en las ventas a los Arensberg y en la esperanza de venderla a otros coleccionistas de Hollywood. En su celo promocional, Scheyer incluso prestó obras de los Blue Four como accesorios en películas. Scheyer conoció al arquitecto Rudolph Schindler y vivió brevemente en la Kings Road House en 1931. Scheyer se mudó finalmente al oeste en 1933, compró un terreno en Hollywood Hills y le encargó a Richard Neutra que construyera una casa de cemento y vidrio en una calle sinuosa, frente a Sunset Plaza, a la que llamó Blue Heights Drive. En Los Ángeles, su círculo de amigos incluía a los artistas Edward Weston y Stanton Macdonald-Wright, los arquitectos Frank Lloyd Wright, Neutra y Rudolph Schindler, coleccionistas como los Arensberg, Aline Barnsdall y el librero Jake Zeitlin.
Los esfuerzos continuos de Scheyer para promover los Blue Four ampliaron la influencia del modernismo europeo en los Estados Unidos. John Cage y Diego Rivera fueron algunos de los que conocieron el trabajo de estos artistas a través de Scheyer. Scheyer también posó con frecuencia para Jawlensky y, en 1927, la artista Lucretia Van Horn pintó un retrato de Scheyer.

## Exposiciones colectivas de los Cuatro Azules
- Berlín, 1929
- Chicago, 1932
- Honolulú, 1941
- Los Ángeles, 1926, 1933
- Ciudad de México, 1931
- Nueva York, 1925, 1944
- Oakland, 1926, 1931
- Portland, 1927
- San Diego, 1927
- San Francisco, 1926, 1927, 1931
- Santa Bárbara, 1932
- Seattle, 1927
- Spokane, 1927
- Stanford, 1925

## Legado
A su muerte en 1945, Scheyer legó su colección a la UCLA con la condición de que la universidad cumpliera con las condiciones de una donación de 1944 de la colección de arte moderno de su amigo Walter Arensberg. La donación de Arensberg requirió que la UCLA proporcionara un edificio para su colección dentro de cinco años; Scheyer estipuló además que la universidad debía publicar un modesto catálogo de su colección. Cuando la UCLA no cumplió con las condiciones, la colección Arensberg fue al Museo de Arte de Filadelfia, mientras que el destino de la colección Scheyer quedó en manos de un comité.
En 1953, el comité confió la colección de Scheyer de 450 obras de los Blue Four y otros artistas modernos (más una colección de 800 documentos) al Instituto de Arte de Pasadena, que se convirtió en el Museo de Arte de Pasadena y se mudó a un nuevo edificio en Colorado Boulevard. El curador del museo, John Coplans, consideraba que la colección Scheyer era su mayor activo cultural. Norton Simon se hizo cargo de las instalaciones en 1974. Una muestra de la posesión de Scheyer se exhibe con frecuencia en el Museo Norton Simon.
El testamento de Scheyer requería que la institución que recibiera su colección "publicara un catálogo ilustrado de la Colección con tantas reproducciones en color y fotográficas de las imágenes como fuera posible, y un mínimo de material descriptivo escrito". Simon cumplió con esa obligación en 1976, confirmando la propiedad del museo sobre la colección. En 2002, la Norton Simon Art Foundation encargó al académico Vivan Endicott Barnett que escribiera un catálogo completo de la colección Blue Four Galka Scheyer, titulado "The Blue Four Collection at the Norton Simon Museum" y publicado por Yale University Press. Su correspondencia, los documentos de Galka Scheyer de 1917 a 1945, forman parte de los Archivos de Arte Americano. En 1960, la Galería Universitaria de la Universidad de Minnesota exhibió pinturas, dibujos y grabados de Paul Klee de la Colección Galka E. Scheyer.
En 2017, el Museo Norton Simon presentó una gran exposición sobre Scheyer y los artistas que promovió titulada Maven of Modernism: Galka Scheyer en California.